# بانک توسعه چین
بانک توسعه چین (انگلیسی: China Development Bank) شرکت خدمات مالی و بانکداری چینی است، که در سال ۱۹۹۴ تأسیس شد.